# غانم أحمد
غانم أحمد (بالإنجليزية: Ghanem Ahmed)‏ (مواليد 29 سبتمبر 1999) هو لاعب كرة قدم إماراتي ، يجيد اللعب كلاعب وسط ، ويلعب حاليًا لنادي الإمارات معار من نادي الوصل الإماراتي . 

## مسيرة اللاعب
بدأ مع نادي الوصل و أعير إلى نادي حتا ونادي الإمارات.

## روابط خارجية
- غانم أحمد على موقع قاعدة بيانات كرة القدم.إي يو (الإنجليزية)
- غانم أحمد على موقع Soccerway.com (الإنجليزية)